# The Gardener & the Tree
The Gardener & the Tree ist eine Schweizer Indie-Folk-Band.

## Geschichte
Die Band wurde 2013 von Manuel Felder, Lars Fehr, Leo Leitner, Patrik Muggli, Daniel Fet und Patrick Fet gegründet. Die aktuelle Besetzung besteht aus Manuel Felder, Philippe "Pete" Jüttner, Benjamin Lupini, Vincenzo Restuccio und Oliver Meier.
2014 veröffentlichten sie mit der «Revolution EP» ihren ersten Tonträger.
2015 gaben Leo Leitner (Gitarrist) und Lars Fehr (Bassist) ihren Rücktritt bekannt und Philippe "Pete" Jüttner ergänzte die Band am Bass.
Mit einem Vertrag bei Universal Music Group Schweiz/Island Records veröffentlichten sie im September 2017 ihre zweite EP, «Mossbo». Diese erreichte Platz 9 der CH-Album-Charts. Die darauf enthaltene Single Postcards verzeichnete innert kurzer Zeit mehr als eine Million Plays auf Spotify.
The Gardener & the Tree wurde in der Schweiz mit Preisen gekürt, darunter die Auszeichnung als Best Talent von Radio SRF 3. und ein Swiss Music Award als «Best Live Act».
2019 trat Lucas Pfeifer die Nachfolge des Pianisten Patrick Fet an.
Im Jahr 2022 folgten grössere Veränderungen. Die Mitglieder Daniel Fet (Schlagzeug), Patrik Muggli (Gitarre) und Lucas Pfeifer (Keyboard) gaben Mitte des Jahres ihren Rücktritt aus der Band bekannt und schon bald wurden die Nachfolger präsentiert. Benjamin Lupini, Vincenzo Restuccio und Oliver Meier traten der Band gegen Ende des Jahres 2022 bei.

## Diskografie

### Studioalben
| Jahr | Titel        | Höchstplatzierung, Gesamtwochen, AuszeichnungChartsChartplatzierungen (Jahr, Titel, Platzierungen, Wochen, Auszeichnungen, Anmerkungen) | Anmerkungen                              |
| Jahr | Titel        | CH | Anmerkungen                              |
| ---- | ------------ | --- | ---------------------------------------- |
| 2014 | Revolution   | CH35 (3 Wo.)CH | Erstveröffentlichung: 13. Mai 2014       |
| 2017 | Mossbo EP    | CH9 (4 Wo.)CH | Erstveröffentlichung: 15. September 2017 |
| 2018 | 69591, Laxå  | CH5 Gold · (20 Wo.)CH | Erstveröffentlichung: 8. Juni 2018       |
| 2021 | Intervention | CH24 (3 Wo.)CH | Erstveröffentlichung: 12. November 2021  |

### Singles
- 2017: Meantime Lover (CH: Gold)[6]
- 2017: Postcards (CH: Platin)[6]
- 2018: Wild Horses (CH: Gold)[6]

## Belege
1. ↑  Universal Music - Artists. Abgerufen am 10. März 2018 (englisch).
2. ↑  Postcards. 9. Juni 2017, abgerufen am 10. März 2018.
3. ↑  Christoph Alispach, Philippe Gerber, Christoph Alispach: SRF 3 Best Talent: The Gardener and the Tree mit «Revolution». Schweizer Radio und Fernsehen SRF, 28. Juni 2014, abgerufen am 10. März 2018 (Schweizer Hochdeutsch).
4. ↑  Winners | Swiss Music Awards 2019. Abgerufen am 5. Mai 2019 (deutsch).
5. ↑  Chartquellen: CH
6. 1 2 3 4  Auszeichnungen in der Schweiz